# 小島聖
小島 聖（こじま ひじり、1976年3月1日 - ）は、日本の女優。東京都出身。N・F・B所属。

## 人物・来歴
- 名前の「聖」は、父親が好きな聖岳に由来する[1]。後に名前の由来になった聖岳を実父の死を切っ掛けに登頂し、登山が本格的な趣味になった。
- 11歳時に劇団ひまわりに入り子役でデビュー、1989年のNHK大河ドラマ『春日局』への出演を皮切りに、『タスマニア物語』『NIGHT HEAD』『ナースのお仕事』等、映画・テレビドラマ・CMに多数出演。
- 正統派の若手女優として注目されていたが『NIGHT HEAD』で共演し、同棲していた豊川悦司との交際破局が1997年に報じられると、テレビにはほとんど出演しなくなる。
- 1999年、篠山紀信撮影の初ヘアヌード写真集『West by South』の発売や、監禁をテーマにした映画『完全なる飼育』ではヌードを披露するなど、女優としてのイメージを路線変更した。
- 2000年、裏原宿系ブランド「SOPHNET.（ソフネット）」のデザイナーで、同ブランドを扱う「SOPH.（ソフ）」の創設者・経営者である清永浩文と結婚したが、2013年6月に離婚[2]。
- 2015年12月、登山が縁で知り合った年下の写真家男性と再婚[3][4]。
- 2017年の夏頃に第1子を出産したが、子供の性別や氏名は、非公表[3][4]。

## 出演

### テレビドラマ
- 春日局（1989年、NHK） - 千姫 役
- 魔法少女ちゅうかなぱいぱい!（1989年、フジテレビ） - お嬢さま 役
- 青春オーロラ・スピン スワンの涙（1989年、フジテレビ）
- ナオコ、さんまの結婚式ララバイ（1989年、ABC）
- 恋とはどんなものかしら（1994年、フジテレビ）
- アリよさらば（1994年、TBS） - 園田春野 役
- 寝たふりしてる男たち（1995年、よみうりテレビ） - 小田つばさ 役
- 藏（1995年、NHK BS-2） - 佐野佐穂（少女時代） 役
- 俺たちの旅 20年目の選択（1995年、日本テレビ） - 熊沢りか 役
- 卒業旅行〜忘れ物見つけた（1995年、日本テレビ）
- クリスマスキス〜イブに逢いましょう（1995年、テレビ東京）
- 元気をあげる〜救命救急医物語（1996年、NHK）
- ナースのお仕事（1996年、フジテレビ） - 中原真保 役
- 東京卒業（1996年、TBS）
- 院内汚染（1997年、よみうりテレビ）
- 大追跡! 江戸〜上州〜みちのく〜四国（1997年、朝日放送） - 雪 役
- 新・御宿かわせみ（1997年 - 1998年、テレビ朝日） - 七重 役
- サラリーマン刑事（1998年、フジテレビ）
- 美少女H3（1999年、フジテレビ）
- オーリー・風になる朝（2000年、NHK）
- 茂七の事件簿 ふしぎ草紙 第3話（2001年、NHK） - お勢 役
- 衛星ドラマ劇場 ビタミンF 第4章、最終章（2001年、NHKBS-2）
- 黒い十人の女（2002年、フジテレビ）
- 性と街〜モテる技術〜SEX and the CITY（2002年、フジテレビ）
- 高校教師 第2、10話（2003年、TBS） - 石倉かおり 役
- 演技者。「寿司と祭壇」（2003年、フジテレビ） - 筒井由香 役
- 龍神町龍神十三番地（2003年、TBS）
- はんなり菊太郎2（2004年、NHK） - お紺 役
- 日本のこわい夜「予感」（2004年、TBS）
- ぶるうかなりや（2005年、WOWOW） - 大之木万里子 役
- 巷説百物語 飛緑魔（2006年、WOWOW）
- 松本清張 わるいやつら（2007年、テレビ朝日） - 横武龍子 役
- ラブシャッフル (2009年、TBS） - 上条玲子 役
- 人間動物園（2009年7月19日、WOWOW）
- 必殺仕事人2009 第19話（2009年6月5日、ABC） - おみつ 役
- 熱海の捜査官（2010年、テレビ朝日） - 伊藤奈々子 役
- シマシマ（2011年、TBS） - 永井菖子 役
- 白戸修の事件簿 第5、6話（2012年2月24日・3月2日、TBS） - 諸刃冴子 役
- 恋愛ニート〜忘れた恋のはじめ方 第8話（2012年3月9日、TBS） - 岡野ゆかり 役
- トッカン 特別国税徴収官 第5話（2012年8月15日、日本テレビ） - 桑原演美 役
- 潜入探偵トカゲ 第6話（2013年5月23日、TBS） - 大原雅美 役
- 謎解きはディナーのあとで スペシャル 船上探偵・影山 CASE3 絵筆はどこできえたのでしょうか？（2013年8月1日、フジテレビ）
- 斉藤さん2 第2、5、6話（2013年、日本テレビ）
- 相棒 season12 第12話（2014年1月15日、テレビ朝日） - 中井雪絵 役
- おそろし〜三島屋変調百物語 第2話（2014年9月6日、NHK BSプレミアム） - おたか 役
- ファーストクラス（2014年、フジテレビ） - 荒巻千冬 役
- マイストロベリーフィルム（2024年2月16日 - 4月5日、毎日放送） - 松岡 役[5]

### 配信ドラマ
- エンドレスアフェア〜終わりなき情事〜（2014年8月23日・8月30日 LaLa TV） - 吉川麻里衣 役
- 私たちがプロポーズされないのには、101の理由があってだな 第11話（2015年1月20日、LaLa TV） - 楓子 役
- 深夜食堂－Tokyo Stories Season2－ 第50話（2019年10月31日、Netflix） - さおり役
- Followers第4話（2020年2月27日、Netflix）
- 取り立て屋ハニーズ 第9、10話（2021年5月21日・28日、 ひかりTV / dTVチャンネル） - 篠宮章子 役
- あなたに聴かせたい歌があるんだ 第1話・第2話（2022年5月20日、Hulu） - スナック「マリー」のママ 役

### ラジオドラマ
- DOCOMO シーソーメール〜SHE SAW MAIL〜シーズン4（2010年11月、TOKYO-FM） - 豪徳寺珠恵 役

### 映画
- タスマニア物語（1990年、フジテレビ）
- 本気!（1991年、東映）
- NIGHT HEAD（1994年、フジテレビ）
- 30-thirty-（1997年、パイオニアLDC）
- マルタイの女（1997年、伊丹プロ） - 看護婦役の俳優 役
- 一生、遊んで暮らしたい（1998年、ギャガ）
- 稚内発 学び座 ソーランの歌が聞こえる（1999年）
- 完全なる飼育（1999年、東京テアトル）
- あつもの（1999年、シネカノン） - 『毎日映画コンクール』女優助演賞
- MONDAY（2000年、シネカノン）
- HYSTERIC（2000年、レジェンド・ピクチャーズ）
- 本日またまた休診なり（2000年、サイプロ）
- sWinGmaN（2000年、ビデオプランニング）
- 赤い橋の下のぬるい水（2001年、日活）
- うつつ（2002年、日活）
- 日常恐怖劇場・オモヒノタマ〜念珠 壱ノ珠 念ヒ（2004年、衛星劇場）
- 恋の門（2004年、アスミック・エース）
- 海猫（2004年、東映）
- インストール（2004年、角川映画＝エンジェル・シネマ）
- ギミー・ヘブン（2004年、アートポート）
- ブラックキス（2004年、アップリンク）
- タナカヒロシのすべて（2005年、ファントム・フィルム）
- 絶対恐怖 Booth ブース（2005年、日本出版販売）
- アジアンタムブルー（2006年、角川ヘラルド映画）
- 沈まぬ太陽（2009年、東宝）
- シーサイドモーテル（2010年、アスミック・エース）
- 悪の教典（2012年、東宝）
- 劇場版 タイムスクープハンター -安土城 最後の1日-（2013年、ギャガ）
- 御手洗薫の愛と死（2013年、ダブルス） - 桂木百合子 役
- ゼウスの法廷（2014年、GRAND KAFE PICTURES）
- 劇場版エンドレスアフェア〜終わりなき情事〜（2014年、	アスミック・エース/LaLa TV） - 吉川麻里衣
- 続・深夜食堂（2016年、東映） - さおり 役
- 食べる女（2018年、東映）　- 桃井はる 役
- あなたみたいに、なりたくない。（2020年、ndjc） - 小山聡子 役
- キャラクター（2021年、東宝）　- 山城由紀 役
- 誰が為に花は咲く（2024年公開予定、Memento Film Club）[6]

### 舞台
- ポップコーン（1998年、セゾン劇場）
- なよたけ（2000年、新国立劇場）
- マリアに夢中（2000年）
- 青春・最終章〜僕たちの決算〜（2000年、世田谷パブリックシアター 他）
- 悪霊〜下女の恋（2001年、本多劇場 他）
- エレファント・マン（2002年、赤坂ACTシアター 他）
- ロンサム・ウェスト 神の忘れたまいし土地（2002年、世田谷パブリックシアター 他）
- ポルノ（2002年、東京FMホール 他）
- ゴロヴリョフ家の人々（2003年、新国立劇場）
- 二人の女兵士の物語（2004年、新国立劇場）
- 悪魔の唄（2005年、本多劇場 他）
- アイスクリームマン（2005年、ザ・スズナリ）
- 奇跡の人（2006年、青山劇場 他）
- やわらかい服を着て（2006年、新国立劇場）
- ひばり（2007年、シアターコクーン）
- ワンマン・ショー（2007年、シアタートラム 他）
- アルゴス坂の白い家－クリュタイメストラ－（2007年9月20日 - 10月7日、新国立劇場）
- 欲望という名の電車（2007年、東京グローブ座 他）
- 眠りのともだち（2008年2月27日 - 3月9日、イキウメ公演 赤坂REDシアター）
- LOVE LETTERS（2008年3月、PARCO劇場）
- かもめ（2008年、赤坂ACTシアター） - マーシャ 役
- パンク侍、斬られて候（2009年、本多劇場）
- 錦繍（2010年、天王洲 銀河劇場）
- アンチクロックワイズ・ワンダーランド（2010年、本多劇場 他）
- カエサル（2010年、日生劇場）
- NOISES OFF（2011年、あうるすぽっと）
- ラブリーベイベー（2011年、東京グローブ座・シアター・ドラマシティ）
- 温室（2012年、新国立劇場）
- GS近松商店（2015年9月 - 10月、大阪 新歌舞伎座）[7]
- DISGRACED／ディスグレイスト -恥辱-（2016年9月、世田谷パブリックシアター） - ジョリー 役[8]
- PARCO Production「この熱き私の激情〜それは誰も触れることができないほど激しく燃える。あるいは、失われた七つの歌」（2017年11月4日 - 12月10日、天王洲 銀河劇場 他）
- 誤解（2018年、新国立劇場）
- KAKUTAプロデュース「往転」（2020年2月20日 - 3月1日、本多劇場）
- たけしの挑戦状ビヨンド（2020年4月9日 - 4月19日)
- 朗読劇『日の名残り』（2020年9月30日 - 10月4日、内10月1日14:00〜、10月3日18:00〜、10月4日13:00〜）
- もしも命が描けたら（2021年8月12日 - 9月12日、東京芸術劇場プレイハウス他） - 月山星子、空川虹子 役
- ラビット・ホール（2022年2月18日 - 3月6日、KAAT神奈川芸術劇場〈大スタジオ〉） - ベッカ 役
- Heisenbergハイゼンベルク（2022年7月29日 - 8月14日、ザ・ポケット） - ジョージ 役
- 夜明けの寄り鯨（2022年12月1日 - 18日、新国立劇場 小劇場） - 主演[9]
- FOLKER（2025年2月14日 - 23日、堂島リバーフォーラム）[10]
- PARCO PRODUCE 2025『ブロードウェイ・バウンド』（2025年9月4日 - 10月13日〈予定〉、PARCO劇場 他） - ブランチ 役[11]

### PV
- 桑田佳祐『東京』（2002年）共演：中尾彬
- 山崎まさよし『ADDRESS』（2006年）

### CM
- サンヨー食品 『サッポロ一番カップスター』
- アサヒ飲料 『三ツ矢サイダー』
- 雪印乳業 『ヨグール』
- タイガー魔法瓶『おす軽』
- ワールド 『BOYCOTT』（イメージ・キャラクター）
- ソニー・コンピュータエンタテインメント PlayStation 2『蚊』篇
- スタッフサービス『姉と妹』篇
- JRA 夏競馬『列車』篇
- キユーピー 『アヲハタ55ジャム』（ナレーション）
- 『日清チキンラーメン×きよら』

### MAGAZINE
- 犬童一心NEC WEBムービー「たのし荘の人々」
- THE NORTH FACE WOMAN'S 202AW
- WOMEN WITH PILGRIM SURF＋SUPPLY
- 北欧、暮らしの道具店

### WEB
- FIGARO japan
- FRaU
- ランドネ
- mark

### 吹き替え
- 名探偵ポワロ：ナイルに死す（ジャクリーン・ド・ベルフォール）

### テレビバラエティー
- とんねるずのみなさんのおかげです 中の仮面ノリダーにて（1990年、フジテレビ） - 石橋貴明の学生時代の恋人 役
- サラリーマンNEO（2009年、NHK）
- GLOCALジャポン『静岡プラモデルの巻』（2009年9月、NHK）

### ナレーション
- 課外授業 ようこそ先輩・『自分を生きる〜書家・アーティスト 柿沼康二〜』（2009年2月1日、NHK）
- ザ・ドキュメント 生き直し 〜ある出所者の700日〜（2011年8月6日、関西テレビ）
- テレメンタリー2013 通知表のない学校〜ブタの飼育から学ぶこと〜（2013年2月25日、長野朝日放送）

### ドキュメンタリー
- 『EARTH friendlyスペシャル 小島聖のスローライフ・イタリア』（2010年1月1日、BS朝日）
- 登る女（2010年10月 - 2011年4月、BS日テレ）

## 出版

### 写真集
- PLaGe 小島聖写真集（1994年、ワニブックス）
- HIJIRI 小島聖写真集（1996年、ぶんか社）
- West by South 小島聖ヘアヌード写真集（1999年、朝日出版社）
- フォトエッセー『野性のベリージャム』（2018年3月、青幻舎）

### カタログ
- SALON by PEACHJOHN（2016年）